# Pavel Mamayev
Pavel Konstantinovich Mamaev (tiếng Nga: Павел Константинович Мамаев; sinh ngày 17 tháng 9 năm 1988) là một cầu thủ bóng đá người Nga thi đấu ở vị trí tiền vệ cho F.K. Krasnodar. Ban đầu anh chơi ở vị trí tiền vệ phải hay tiền vệ trung tâm. Tai CSKA Moskva anh thi đấu ở vị trí tiền vệ phòng ngự hay tiền vệ lùi.

## Sự nghiệp câu lạc bộ
Mamaev bắt đầu sự nghiệp tại học viện F.K. Torpedo Moskva. Anh chuyển đến CSKA Moskva vào mùa hè 2007, và có màn ra mắt vào ngày 29 tháng 7 năm 2007 trước F.K. Khimki.
Vào tháng 7 năm 2013 Mamaev gia nhập F.K. Krasnodar với hợp đồng cho mượn dài hạn từ CSKA Moskva. Vào ngày 6 tháng 12 năm 2013, F.K. Krasnodar mua lại hợp đồng từ CSKA và anh ký bản hợp đồng 3 năm.

## Sự nghiệp quốc tế
Mamaev là một phần của U-21 Nga tham dự Vòng loại giải vô địch bóng đá U-21 châu Âu 2011.
Năm 2009, lần đầu tiên anh được triệu tập vào Đội tuyển bóng đá quốc gia Nga. Anh có màn ra mắt cho đội tuyển quốc gia ngày 17 tháng 11 năm 2010 trong trận đấu với Bỉ.

## Thống kê sự nghiệp
Tính đến 13 tháng 5 năm 2018
| Câu lạc bộ          | Mùa giải            | Giải vô địch           | Giải vô địch | Giải vô địch | Cúp  | Cúp | Châu lục | Châu lục | Khác | Khác | Tổng cộng | Tổng cộng |
| Câu lạc bộ          | Mùa giải            | Hạng đấu               | Trận         | Bàn          | Trận | Bàn | Trận     | Bàn      | Trận | Bàn  | Trận      | Bàn       |
| ------------------- | ------------------- | ---------------------- | ------------ | ------------ | ---- | --- | -------- | -------- | ---- | ---- | --------- | --------- |
| Torpedo Moskva      | 2004                | Russian Premier League | 0            | 0            | 0    | 0   | –        | –        | –    | –    | 0         | 0         |
| Torpedo Moskva      | 2005                | Russian Premier League | 13           | 0            | 2    | 0   | –        | –        | –    | –    | 15        | 0         |
| Torpedo Moskva      | 2006                | Russian Premier League | 27           | 3            | 4    | 1   | –        | –        | –    | –    | 31        | 4         |
| Torpedo Moskva      | 2007                | Russian FNL            | 4            | 0            | 2    | 0   | –        | –        | –    | –    | 6         | 0         |
| Torpedo Moskva      | Tổng cộng           | Tổng cộng              | 44           | 3            | 8    | 1   | 0        | 0        | 0    | 0    | 52        | 4         |
| CSKA Moskva         | 2007                | Russian Premier League | 4            | 0            | 0    | 0   | 1        | 0        | –    | –    | 5         | 0         |
| CSKA Moskva         | 2008                | Russian Premier League | 17           | 2            | 2    | 0   | 5        | 0        | –    | –    | 24        | 2         |
| CSKA Moskva         | 2009                | Russian Premier League | 28           | 2            | 3    | 0   | 9        | 0        | –    | –    | 40        | 2         |
| CSKA Moskva         | 2010                | Russian Premier League | 27           | 0            | 1    | 0   | 10       | 0        | 1    | 0    | 39        | 0         |
| CSKA Moskva         | 2011–12             | Russian Premier League | 33           | 1            | 5    | 0   | 10       | 0        | 1    | 0    | 49        | 1         |
| CSKA Moskva         | 2012–13             | Russian Premier League | 19           | 1            | 4    | 2   | 0        | 0        | –    | –    | 23        | 3         |
| CSKA Moskva         | 2013–14             | Russian Premier League | 0            | 0            | 0    | 0   | 0        | 0        | 1    | 0    | 1         | 0         |
| CSKA Moskva         | Tổng cộng           | Tổng cộng              | 128          | 6            | 15   | 2   | 35       | 0        | 3    | 0    | 181       | 8         |
| Krasnodar           | 2013–14             | Russian Premier League | 21           | 4            | 3    | 1   | –        | –        | –    | –    | 24        | 5         |
| Krasnodar           | 2014–15             | Russian Premier League | 21           | 4            | 1    | 0   | 4        | 0        | –    | –    | 26        | 4         |
| Krasnodar           | 2015–16             | Russian Premier League | 29           | 10           | 4    | 1   | 11       | 6        | –    | –    | 44        | 17        |
| Krasnodar           | 2016–17             | Russian Premier League | 12           | 1            | 1    | 0   | 3        | 0        | –    | –    | 16        | 1         |
| Krasnodar           | 2017–18             | Russian Premier League | 19           | 3            | 1    | 1   | 3        | 1        | –    | –    | 23        | 5         |
| Krasnodar           | Tổng cộng           | Tổng cộng              | 102          | 22           | 10   | 3   | 21       | 7        | 0    | 0    | 133       | 32        |
| Tổng cộng sự nghiệp | Tổng cộng sự nghiệp | Tổng cộng sự nghiệp    | 274          | 31           | 33   | 6   | 56       | 7        | 3    | 0    | 366       | 44        |

## Danh hiệu

### Câu lạc bộ
CSKA
- Giải bóng đá ngoại hạng Nga (1): 2012–13
- Cúp quốc gia Nga (3): 2009, 2011, 2012–13
- Siêu cúp bóng đá Nga (2): 2009, 2013

### Cá nhân
- Danh sách top 33 cầu thủ xuất sắc nhất giải bóng đá Nga (1): 2010